# Necropoli di Mesu 'e Montes

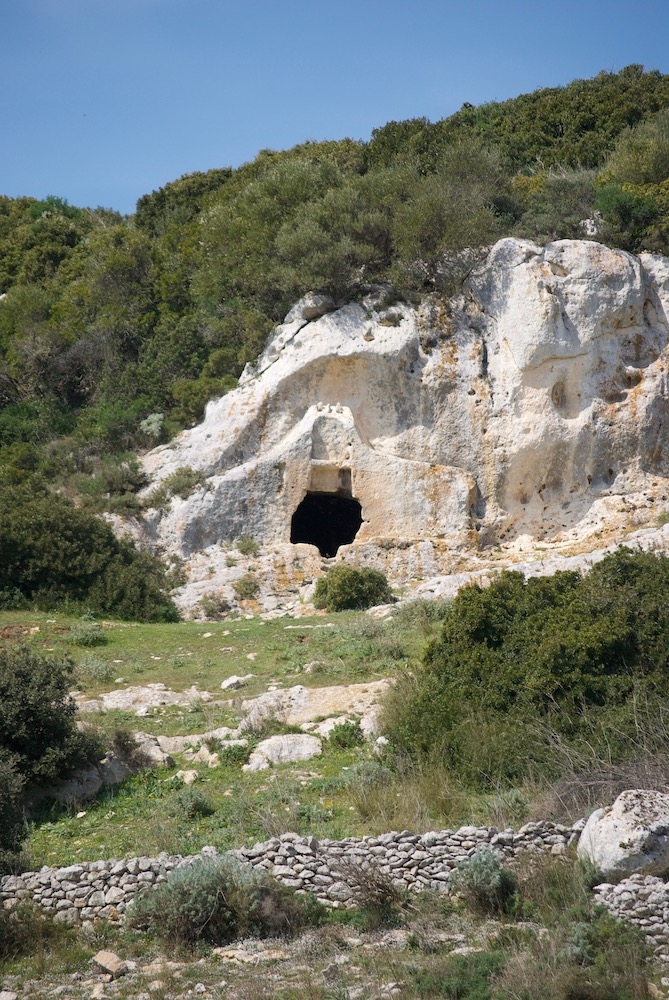
La domus de janas con prospetto architettonico, che riproduce la stele delle tombe di giganti.

La necropoli ipogeica di Mesu 'e Montes è un sito archeologico situato in comune di Ossi, città metropolitana di Sassari, da cui dista circa 10 km. Il complesso è scavato su un costone calcareo alle pendici meridionali del monte Mamas, prospiciente il monte Mannu, in una posizione particolarmente elevata (circa 430 m s.l.m.) che permette un ampio dominio della valle sottostante.
La prima segnalazione della necropoli si deve all'archeologo Ercole Contu che tra il 1968 e il 1969 individuò diciassette domus de janas; rilevato l'estremo interesse scientifico della scoperta, lo studioso, in quanto soprintendente reggente, richiese ed ottenne l'immediata imposizione del vincolo archeologico nella zona interessata. Il sito fu poi scavato nel 1985 da Giovanni Maria Demartis e Vanna Canalis.
La necropoli comprende 18 domus de janas, tutte pluricellulari (in due di esse si contano sino a 12 vani), riccamente adornate da lesene, pannelli, false porte, protomi taurine, chevron e altri motivi spiraliformi o a denti di lupo. Sette tombe riproducono con estrema efficacia le particolarità strutturali delle abitazioni prenuragiche: tetti a singola o doppia falda, orizzontale o spiovente, con o senza travi centrali e travetti laterali, sorretti o meno da pilastri, tutti scolpiti nella roccia. Una domus risulta modificata in età nuragica con l'aggiunta del "prospetto architettonico", ovvero con la caratteristica stele delle tombe dei giganti, in questo caso realizzata su un fronte di roccia di 4 metri per 4 di altezza che riproduce la stele centinata al centro delle ali dell'esedra.
La necropoli copre un arco cronologico compreso tra il Neolitico finale e il Bronzo medio.
Nel 2025 il sito è stato inserito, assieme ad altre domus de janas presenti nell'isola, nella lista dei patrimoni dell'umanità dell'UNESCO.